# Dynastor napoleon
Dynastor napoleon − gatunek motyli z rodziny rusałkowatych i podrodziny Morphinae.

## Taksonomia
Gatunek opisany został w 1849 roku przez Edwarda Doubledaya.

## Opis
Osiąga od 12 do 16 cm rozpiętości pomarańczowo-brązowych skrzydeł. Tylne skrzydła mają na stronie spodniej ciemnobrązowe żyłkowanie, upodabniające je do zeschniętego liścia. Samice różnią się od samców większymi rozmiarami i bardziej zaokrąglonymi skrzydłami.

## Biologia i ekologia
Zamieszkują lasy tropikalne. Gąsienice żerują na liściach bromeliowatych (Bromeliaceae). Podawane z Aechmea nudicaulis, Ananas comosus. Owady dorosłe są aktywne o zmierzchu.

## Rozprzestrzenienie
Gatunek jest endemitem górzystych terenów Brazylii.